# La Grange Park
La Grange Park est un village situé dans le comté de Cook en proche banlieue de Chicago dans l'État de l'Illinois aux États-Unis.
Allan B. Calhamer, créateur du jeu Diplomatie, a vécu la majeure partie de sa vie à La Grange Park.